# Heinrich Bürgers

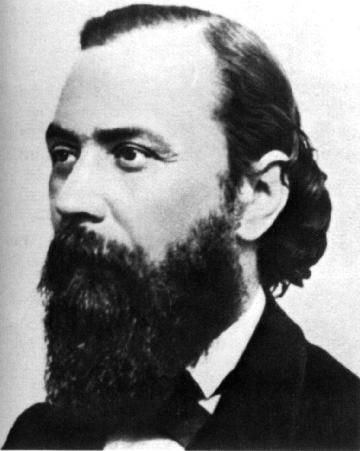
Heinrich Bürgers

Johann Heinrich Georg Bürgers (* 21. Juni 1820 in Köln; † 10. Dezember 1878 in Berlin) war deutscher Journalist und Reichstagsabgeordneter.

## Leben und Schaffen
Der Sohn eines Buchbinders besuchte von 1828 bis 1838 mit Roland Daniels und Johann Jakob Klein das Katholische Gymnasium an Marzellen in Köln. Nach den öffentlichen Prüfungen vom 14. und 15. September 1838 erhielt er sein Abitur.  Er studierte ab 1838 an der Rheinischen Friedrich-Wilhelms-Universität Philologie. 1839 wurde er Mitglied des Corps Hansea Bonn (I).
Nach Abschluss des Studiums wurde er Journalist. Im Herbst 1844 reiste er nach Paris, wo er mit Karl Marx näher bekannt wurde. Als Marx Anfang 1845 ausgewiesen wurde, begleitete Bürgers ihn nach Brüssel. Von 1846 bis 1847 arbeitete er in Köln für das von Marx und Friedrich Engels gegründete Kommunistische Korrespondenz-Komitee und wurde 1847 Mitglied der Kölner Gemeinde des Bundes der Kommunisten. Nach Ausbruch der Revolution in Deutschland 1848 war er im März/April 1848 Abgeordneter des Vorparlaments in Frankfurt am Main. Seit Juni 1848 gehörte er der Redaktion der von Marx und Engels herausgegebenen Neuen Rheinischen Zeitung an, an deren Gründung er maßgeblich beteiligt war.
Er trat weiterhin dem Kölner Arbeiterverein bei, arbeitete aber vor allem in der von Marx geleiteten Kölner Demokratischen Gesellschaft, die ihn Ende Juli 1848 zum Vizepräsidenten wählte. Er nahm am ersten demokratischen Kongress vom 14. bis 16. Juni 1848 in Frankfurt am Main teil. Während der Septemberrevolution 1848 gehörte Bürgers dem auf Initiative der Kommunisten gebildeten Sicherheitsausschuss in Köln an. Bürgers war auch einer „der Wahlmänner der Stadt Köln für die Wahl der Abgeordneten zur zweiten Kammer“ für den „42. Bezirk“. Nach der Niederlage der Revolution wirkte er bei der Reorganisierung des Bundes der Kommunisten mit. Als im September 1850 die Zentralbehörde des Bundes ihren Sitz nach Köln verlegte, wurde Bürgers ihr Mitglied. Im Mai 1851 wurde er verhaftet und im Kölner Kommunistenprozess (vom 4. Oktober bis 12. November 1852) als einer der Hauptangeklagten zu sechs Jahren Haft verurteilt. Mit dem Urteil vom 12. November 1852 wurden Bürgers für fünf Jahre die bürgerlichen Ehrenrechte gemäß § 63 des preußischen Strafgesetzbuches von 1851 aberkannt. Außerdem lebenslange Polizeiaufsicht und gemeinsam mit allen anderen Verurteilten die Kosten des Prozesses. Er verbüßte anfangs die Strafe auf der Festung Cosel gemeinsam mit Carl Wunibald Otto. Im März 1853 wurde er auf die Festung Glatz verlegt. Erst am 12. November 1858 hatte er seine Haftzeit verbüßt.
1863 übernahm er die Leitung einer Düsseldorfer Zeitung, der Niederrheinischen Volkszeitung. Unter dem Eindruck der Reaktionsperiode löste sich Bürgers von der Arbeiterbewegung und trat in den sechziger Jahren der Deutschen Fortschrittspartei bei. Als Reichstagsabgeordneter dieser Partei gehörte er von 1877 bis 1878 dem Reichstag für den Wahlkreis Breslau-West an. Von 1877 bis 1878 war er gleichzeitig für den Wahlkreis Düsseldorf 1 (Lennep, Solingen) Mitglied des Preußischen Abgeordnetenhauses. Bürgers starb mit 58 Jahren an einer Lungenlähmung. Am folgenden Tag wurde seine Leiche von Berlin nach Köln übergeführt. Am 13. Dezember 1878 wurde er in Anwesenheit einer großen Menschenmenge auf dem Melaten-Friedhof beerdigt. Die Grabstätte existiert nicht mehr.

## Ehrungen
- Denkmal mit Medaillon, eingeweiht 26. Mai 1880 von Anton Werres[8]
- Heinrich-Bürgers-Straße in Köln-Ossendorf

## Schriften
- Pauperismus und Proletariat in Belgien. Erster Artikel. In: Gesellschaftsspiegel. Organ der besitzlosen Volksklassen und zur Beleuchtung der gesellschaftlichen Zustände der Gegenwart. Bd. 1, Elberfeld 1845, Heft III, S. 97 ff.
- Pauperismus und Proletariat in Belgien. Zweiter Artikel. In: Gesellschaftsspiegel. Organ der besitzlosen Volksklassen und zur Beleuchtung der gesellschaftlichen Zustände der Gegenwart. Bd. 1, Elberfeld 1845, Heft IV, S. 131 ff.
- Pauperismus und Proletariat in Belgien. Dritter Artikel. In: Gesellschaftsspiegel. Organ der besitzlosen Volksklassen und zur Beleuchtung der gesellschaftlichen Zustände der Gegenwart. Bd. 2, Elberfeld 1846, Heft VII, S. 2 ff.
- Die demokratische Partei. In: Neue Rheinische Zeitung. Organ der Demokratie. Nr. 2 vom 2. Juni 1848, S. 1.
- Erklärung. In: Neue Rheinische Zeitung. Organ der Demokratie. Nr. 86 vom 26. August 1848, S. 4.
- Hr. v. Ladenburg und die Volksschullehrer. In: Neue Rheinische Zeitung. Organ der Demokratie. 30. Dezember 1848, S. 1 f.
- Prozeß gegen Lassalle und Weyers. In: Neue Rheinische Zeitung. Organ der Demokratie. 4. Mai 1849 (Beilage, S. 2)
- Neueste Nachrichten:. In: Neue Rheinische Zeitung. Organ der Demokratie.  Nr. 290 vom 5. Mai 1849, S. 4.
- Die Logik im Prozesse Kinkel und Genossen. In: Westdeutsche Zeitung, Köln 30. April 1850 und 1. Mai 1850
- Die Freisprechung Kinkels. In: Westdeutsche Zeitung. Köln 2. Mai 1850
- Bourgeoisie und Proletariat. In: Westdeutsche Zeitung. Köln 2. Mai 1850
- Der Arbeiterverein und Polizei-Direktor Geiger. In: Westdeutsche Zeitung. Köln 5. Mai 1850
- Die demokratische Partei. In: Westdeutsche Zeitung. Köln 21. Juni 1850
- Rede des Herrn H. Bürgers in der Wählerversammlung zu  Köln am 8. Februar 1867. In: Rheinische Zeitung. Düsseldorf, Köln 11. Februar 1867
- Erinnerungen an Ferdinand Freiligrath. In: Vossische Zeitung. 26. November, 10. Dezember und 24. Dezember 1876 (Sonntagsbeilage)